# Ronde van Azerbeidzjan (Iran) 2008
De Ronde van Azerbeidzjan in Iran werd tussen 21 en 29 mei 2008 voor de vijfde keer gereden.

## Etappe-overzicht
| etappe | datum  | start             | eindstreep        | afstand | winnaar                   | land |
| ------ | ------ | ----------------- | ----------------- | ------- | ------------------------- | ---- |
| 1e     | 21 mei | Proloog in Tabriz | Proloog in Tabriz |         | Ghader Mizbani Iranagh    | Iran |
| 2e     | 22 mei | Tabriz            | Meshkinshahr      | 180 km  | Mahdi Sohrabi             | Iran |
| 3e     | 24 mei | Sarab             | Tabriz            | 120 km  | Ghader Mizbani Iranagh    | Iran |
| 4e     | 25 mei | Tabriz            | Bonab             | 110 km  | Behnam Khalilikhosroshahi | Iran |
| 5e     | 26 mei | Malekan           | Orumiyeh          | 180 km  | Mahdi Sohrabi             | Iran |
| 6e     | 27 mei | Orumiyeh          | Shabestar         | 180 km  | Mahdi Sohrabi             | Iran |
| 7e     | 28 mei | Shabestar         | Jolfa             | 140 km  | Hossein Askari            | Iran |
| 8e     | 29 mei | Jolfa             | Tabriz            | 130 km  | Hamid Shiri               | Iran |

## Eindklassementen

### Algemeen klassement
| rang | renner                 | land | tijd        |
| ---- | ---------------------- | ---- | ----------- |
| 1    | Hossein Askari         | Iran | 26u 45' 08" |
| 2    | Ghader Mizbani Iranagh | Iran | op "        |
| 3    | Ahad Kazemi Sarai      | Iran | op "        |

1986 · 1987 · 1988 · 1989 · 1990 · 1991 · 1992 · 1993 · 1994 · 1995 · 1996 · 1997 · 1998 · 1999 · 2000 · 2001 · 2002 · 2003 · 2004 · 2005 · 2006 · 2007 · 2008 · 2009 · 2010 · 2011 · 2012 · 2013 · 2014 · 2015 · 2016 · 2017 · 2018 · 2019 · 2020-2021 · 2022 · 2023